# La brocca rotta
La brocca rotta ist eine Oper in einem Akt von Flavio Testi. Inhaltlich basiert das Werk auf Heinrich von Kleists Schauspiel Der zerbrochne Krug, das als freie Adaption von Italo Chiusano ins Italienische übertragen wurde. Die Oper wurde am 30. Mai 1997 im Teatro Comunale in Bologna uraufgeführt. Die deutsche Erstaufführung fand am 8. September 2007 am Theater Erfurt statt.

## Handlung
Der Dorfrichter Adam sucht gegenüber dem Gerichtsschreiber Licht seinen lädierten Zustand mit einem unglücklichen Sturz zu erklären. Tatsächlich aber hatte er in der vergangenen Nacht erfolglos versucht, sich Eva zu nähern, wobei ein Krug zu Bruch ging und er seine Perücke einbüßte. Zu allem Überfluss hat sich noch der Gerichtsrat Walter zur Visitation angesagt. Zum Gerichtstag erscheint Evas Mutter Marta Rull und beschuldigt Evas Verlobten Roberto, ihren Krug zerbrochen zu haben. Obwohl Eva alles aufklären könnte, schweigt sie aus gutem Grund. Erst die Zeugenaussage der Brigida bringt die Wahrheit hervor.

## Gestaltung
Das Orchester der Oper ist folgendermaßen besetzt:
- Holzbläser: zwei Piccoloflöten, zwei Flöten, zwei Oboen, zwei Klarinetten, zwei Fagotte
- Blechbläser: vier Hörner, drei Trompeten, drei Posaunen
- Klavier
- Streicher: Violinen, Bratschen, Violoncelli, Kontrabässe

Die Musiksprache ist vorwiegend tonal.

## Werkgeschichte
Das Libretto von Italo Chiusano ist eine freie italienische Übersetzung von Heinrich von Kleists Lustspiel Der zerbrochne Krug.
Die Oper wurde am 30. Mai 1997 unter der musikalischen Leitung von Massimo de Bernart im Teatro Comunale in Bologna uraufgeführt – zusammen mit Mascagni Cavalleria rusticana. Die Regie führte Walter Pagliaro. Es sangen u. a. Armando Ariostini (Adam), Laura Cherici (Eva) und Serena Lazzarini (Marta).
Die deutsche Erstaufführung fand am 8. September 2007 am Theater Erfurt gemeinsam mit der Uraufführung von Testis Mariana Pineda statt. Die musikalische Leitung hatte Lorenz Aichner, Regie führte Peter Hailer, das Bühnenbild stammte von Hank Irwin Kittel und die Kostüme von Uta Meenen. Es sangen Michael Tews (Walter), Frank Blees (Adam), Peter Umstadt (Licht), Helena Zubanovich (Marta), Marisca Mulder (Eva), Jörg Zocher (Vito Tümpel), Erik Fenton (Roberto), Alice Rath (Brigida) und Susanne Rath (Lisa).